# Mae Fa Luang (tambon)
Mae Fa Luang (Thai: แม่ฟ้าหลวง) is een tambon in amphoe Mae Fa Luang in Thailand. De tambon had in 2005 13.631 inwoners en bestaat uit 21 mubans.